# Hasanpaşa, Malazgirt
Hasanpaşa là một xã thuộc huyện Malazgirt, tỉnh Muş, Thổ Nhĩ Kỳ. Dân số thời điểm năm 2011 là 1.367 người.